# 廖進平
廖進平（1895年—1947年），臺灣臺中人，臺灣總督府農林專門學校（國立中興大學前身）畢業，曾在早稻田大學修業，自臺灣日治時期即投身民主運動多年，二二八事件中被國民政府殺害。

## 生平

### 日治時期
出身世家門閥，熱心地方自治，曾任葫蘆墩區役所書記、葫蘆墩同志事務會會計委員、葫蘆墩教育會評議員、豐原信用組合監事。經營「進平籐具工場」，屢獲獎項。
廖進平曾募集6萬日幣，幫忙孫文發動二次革命討閥袁世凱。孫文隨身沒有什麼禮物，拿出一瓶威士忌酒送給廖進平，廖進平將該酒視為鎮家之寶。
後來任臺中州豐原郡神岡庄議會議員、台灣新民報社務委員。加入台灣文化協會、臺灣民眾黨，與林獻堂、蔣渭水等人友善，力圖民主政治，並曾痛批臺灣總督府官員對霧社事件的處理方式。因為屢批時政，遭到日本警察關切，動輒被羈押。

### 戰後時期
1946年7月19日澀谷事件發生之後，台灣上千名學生示威，抗議駐日美國憲兵對台灣人做出不公平的處理，企圖包圍台北美國領事館。美國政府要求臺灣省行政長官陳儀予以保護，並建議請台灣民間人士出面調解。當時，蔣渭川偕同臺灣省政治建設協會上百位同仁協助引導遊行隊伍，使隊伍有秩序地到達台北美國領事館，並且由廖進平等陪同學生代表進入領事館表達抗議，使該次示威抗議得以和平地完成。
二二八事件發生後，廖進平組織遊行，為國民政府所悉，軍方派員追殺不成，懸賞通緝。廖進平走至八里時，途中見一犯殺人罪之李姓流氓，該李姓流氓曾經聽過廖進平演講，遂認知廖進平之相貌，於是通報憲兵以求賞金，廖進平因而被捕。
廖進平被捕後，尚囑託一傅姓憲兵士官持其手書，返回廖宅取台幣三千元，廖家遂託付國民黨本省人要員丘念台、謝東閔、台北市長游彌堅等人去尋訪，卻已無音訊，於是遇難。